# Theodore St. John
Theodore St. John, de son vrai nom Theodore S. Cox, est un acteur et un scénariste américain né le 27 septembre 1906 à New York (État de New York) et mort le 9 janvier 1956 à Northampton (Massachusetts).

## Théâtre
- 1926 : A Friend Indeed de B. Voigt et Clayton Hamilton : Charles Cartwright
- 1927 : The Marquise de Noël Coward : Jacques Rijar
- 1927 : Les Revenants de Henrik Ibsen : Oswald Alving
- 1928 : Paris, comédie musicale, musique de Cole Porter, lyrics de E. Ray Goetz et Cole Porter, livret de Martin Brown : Marcel Prince
- 1930 : His Majesty's Car de Fanny Hatton et Frederic Hatton : Andre Dornik
- 1930 : The Plutocrat de Arthur Goodrich : Albert Jones
- 1931 : Adams' Wife, pièce de Theodore St. John
- 1932 : Only the Young de Cecil Lewis : Ronny
- 1932 : Blue Monday de Benson Inge : Paul
- 1932 : The Warrior's Husband de Julian F. Thompson : Achilles
- 1935 : The Distant Shore, pièce de Theodore St. John

## Filmographie

### Cinéma
- 1942 : Les Naufrageurs des mers du Sud (Reap the Wild Wind) de Cecil B. DeMille
- 1952 : Sous le plus grand chapiteau du monde de Cecil B. DeMille
- 1953 : Fort Alger de Lesley Selander

### Télévision
- 1951 : Front Page Detective (1 épisode)
- 1953 : The Ford Television Theatre (1 épisode)

## Récompenses
- Oscars du cinéma 1953 : Oscar de la meilleure histoire originale pour Sous le plus grand chapiteau du monde, conjointement avec Fredric M. Frank et Frank Cavett